# Ceradenia itatiaiensis
Ceradenia itatiaiensis là một loài dương xỉ trong họ Polypodiaceae. Loài này được Labiak & Condack mô tả khoa học đầu tiên năm 2008.